# Renate Buser
Renate Buser (* 3. März 1961 in Barmelweid bei Aarau) ist eine Schweizer Künstlerin. Fotografie und Installationen im Kontext von Architektur und Urbanismus bilden den Schwerpunkt ihres Werks.

## Leben
Renate Buser studierte von 1984 bis 1988 an der Schule für Gestaltung Basel und an der Accademia di Belle Arti di Venezia von 1985 bis 1986 (Klasse Emilio Vedova). Seit Anfang der 1990er-Jahre arbeitet sie mit Fotografie und begann 1992 mit künstlerischen Interventionen im öffentlichen Raum. Seit 2005 ist sie Dozentin für den Studiengang Fine Arts-Bildende Kunst (Bachelor und Master CAP) an der Hochschule der Künste Bern.

## Werk
Renate Busers fotografische Arbeit wird oft mit modernistischer und brutalistischer Architektur assoziiert, die sie ausführlich dokumentiert hat. Die riesigen, im öffentlichen Raum auf Aussenfassaden installierten Bilder schaffen oft Spiegelungen oder Trompe-l’œils. Einige Werke sind dauerhaft (Basel, Lausanne, Genf und Môtiers), andere temporär (Ausstellungen, Festivals). Alle künstlerischen Interventionen von Renate Buser spielen mit der Architektur und der Fotografie. Es geht ihr weniger darum, Architektur durch Fotografie zu dokumentieren, als vielmehr mit beiden ein perfektes Gleichgewicht von Raum und Volumen auszudrücken. In ihren Fotoarbeiten verwendet sie spezifische Optiken, die Perspektiven erlauben, die sie als perfekt ansieht und die Frosch- oder Vogelperspektiven vermeiden. Dank einer Fachkamera erreicht sie eine sogenannte Dezentrierung, das heisst, das Objektiv kann in Bezug auf die Standarte bewegt werden, wodurch ein präziser Bildausschnitt ohne jegliche Verzerrungen entsteht.

## Ausstellungen (Auswahl)
Seit 1999 nahm Renate Buser an zahlreichen Gruppenausstellungen in der Schweiz, in verschiedenen Ländern Europas und in Nordamerika teil.
- 1998: Objects in mirror may be closer than they appear, Southern Alberta Art Gallery, Lethbridge, Kanada
- 2001: espaces et vides, Musée des Beaux-Arts, La Chaux-de-Fonds
- 2001: Corner piece, Gallery 101, Ottawa, Kanada
- 2003: in | side, Kunstmuseum Basel
- 2005: Omoide Yokocho, xmas+, Kunsthaus Pasquart, Biel[6]
- 2006: espaces et vides-reconstructed, École polytechnique fédérale de Lausanne[7]
- 2007: slightly urban, Kunsthaus Baselland, Muttenz[8]
- 2008: Maison Blanche, Association Maison Blanche / Le Corbusier, La Chaux-de-Fonds[9]
- 2006–2008:Tower piece, 11 11 Lincoln Road, Miami Beach, USA
- 2010: IN | EX, Cité Internationale Universitaire de Paris (Année Honnorat)[10]
- 2012: Transparences et faux-semblants, Tours et remparts d’Aigues Mortes, Centre des Monuments Nationaux Paris[11]
- 2008–2013: Wocher-Panorama, Kunstmuseum Thun[12]
- 2014: Barock, Abbatiale de Bellelay
- 2016: Installation Wolfsberg und Ausstellung InnenStadt | AussenRaum, UBS-Art Forum, Ermatingen[13]
- 2018: Echo[14], Centre d’Art Contemporain, Yverdon-les-Bains
- 2019–2024:Vésenaz Fresque, Vésenaz Village, Commune de Collonge-Bellerive, GE[15]

## Kunst und Bau (permanent)
- 1995: Puls, Glas sandgestrahlt. Schulhaus Wasgenring, Basel
- 2003: Dépot de sel, Fotografie auf Blache. Art en plein air, Môtiers
- 2010: Acacias 66, Fotografie auf Gitter Ultramesh, Rahmen. Collection Pictet & Cie, Genf[16]
- 2012: Sortie 20 sud, Fotografie auf Blache, Rahmen, Centre de Control de trafic lourd, St. Maurice VS
- 2012: Wildensteineregg, 12 Fotografien auf Fototapete, Treppenhäuser, Wohnsiedlung Wildensteineregg, GGG Breite, Basel
- 2014: De la policlinique à la grotte, Fotografie auf Fototapete Treppenhaus, CHUV, Cesar Roux 19, Lausanne[17]
- 2017: 39 Steps, 11 Fotografien auf Aluminiumplatten, abgekantet, Chromstahlsockel. Treppenhaus, Bau 12, Roche Diagnostics Rotkreuz
- 2019: Felix + Renate, Haus A, Klinik Barmelweid AG, Fotografien auf Tapetenpapier, Wandmalereien von Felix Hoffmann (1955)[18][19]

## Preise
- 1996: Eidgenössischer Preis für Gestaltung (Experimentelle Fotografie)[1]
- 2004: Preis Alexander Clavel Stiftung, Wenkenhof, Riehen BS
- 2014: Preis UBS Kulturstiftung[20]

## Publikationen (Auswahl)
- 1999: Objects in mirror may be closer than they appear, Katalog Southern Alberta Art Gallery, Lethbridge, Alberta, Canada, mit Essays von Roman Kurzmeyer und Robert Ireland, ISBN 0-921613-96-2
- 2000: Roman Kurzmeyer, Echo. Erlebte Modelle / Model experience, Renate Buser, Marie Sester, Elizabeth Wright, Katharina Grosse, Susanne Fankhauser, Sarah Rossiter, Lee Bul, Martina Klein, § home, Heinz Brand, Eran Schaerf, Anya Gallacio, Verlag Voldemeer, Zürich / Springer Verlag Wien New York, ISBN 3-211-83469-9[21]
- 2001: Samuel Herzog: Renate Buser im Musée des Beaux-Arts La Chaux-de-Fonds, in: Kunstbulletin (4/2001), Zürich[22]
- 2002: Katalog echanges, Musée des Beaux Arts, la Chaux-de Fonds, + Fri-Art Centre d’Art Contemporain Fribourg. Mit Texten von Edmond Charrière und Samuel Herzog, Herausgeber Schweizer Kunstverein, ISBN 3-85602-007-1
- 2003: Strassenbilder, Eine Intervention von Littmann Kulturprojekte Basel, 2003, Reinhardt Verlag Basel ISBN 3-7245-1413-1
- 2008: Nott Caviezel: Stadthimmel – Ein Werkstattbericht aus Basel in: Werk, Bauen und Wohnen (5/2008)
- 2008: Citysky, Littmann Kulturprojekte Basel 2008, Publikation, Reinhardt Verlag Basel. ISBN 978-3-7245-1603-3
- 2008: Renate Buser‚ SLIGHTLY URBAN, Kunsthaus Baselland. Mit Textbeiträgen von Sabine Schaschl, Burkhardt Meltzer, Dieter Koepplin, Christine Binswanger, Martin Steinmann, Marco Rossi, Edmond Charrière, Key Portilla-Kawamura und einem Interview mit Philipp Ursprung, Christoph Merian Verlag Basel. ISBN 978-3-85616-385-3[23]
- 2012: Katalog: Rêve de monuments, Monuments et Imaginaires, Kurator: Christian Caujolle pour Centre de Monuments Nationaux Paris ISBN 978-2-7577-0222-2
- 2014: Renate Buser: Barock, Fondation de l’abbatiale de Belleay. Mit Texten von Marina Porobic, Hans-Rudolf Reust und Axel Christoph Gampp. Schwabe Verlag Basel ISBN 978-3-7965-3368-6[24]
- 2016: Wolfsberg Script 13, UBS Art Forum Wolfsberg. Anlässlich der Ausstellung «InnenStadt | AussenRaum» von Renate Buser, Mit einem Text von Markus Stegmann und einem Interview mit Christine Binswanger. ISBN 978-3-9524057-5-8
- 2016: Next Level (Basel-Lausanne), Art / Photography / Ideas, ISSN 1476-4369
- 2016: Duncan Wooldridge: Renate Buser «Tilt & Shift». In: Next Level Magazine / Basel-Lausanne 2016
- 2016: Artikel: Art et architecture, mariage forcé ou subtile alchimie?. In «espaces contemporains» / Architecture, Mai 2016.Text: Patricia Lunghi, Photos: Nicolas Delaroche.
- 2019: Mes photographies sont plus intelligentes que moi, Publikation zur Ausstellung Renate Buser «ECHO». Centre d’art contemporain, Yverdon-les-Bains, mit Texten von Karine Tissot und Laurent Chenu. art et fiction, ISBN 978-2-940570-61-4[25]
- 2019: FACES, Journal d'Architecture / L'art de l'espace public (Automne 2019), ISBN 978-2-88474-848-3